# Indiana Jones and the Kingdom of the Crystal Skull (soundtrack)
Indiana Jones and the Kingdom of the Crystal Skull (Original Motion Picture Soundtrack) is de originele soundtrack, gecomponeerd en gedirigeerd door John Williams voor de film Indiana Jones and the Kingdom of the Crystal Skull uit 2008 van Steven Spielberg. Het album werd uitgebracht in 2008 door Concord Records.
De partituur werd uitgevoerd door het gecontracteerde orkest van Sandy de Crescent, ook bekend als het Hollywood Studio Symphony en het koor Hollywood Film Chorale. Het album werd opgenomen en gemixt door Shawn Murphy, gemasterd door Patricia Sullivan Fourstar en opgenomen en gemixt in Sony Pictures Studios in Culver City.

## Tracklijst
Alle muziek is geschreven door John Williams.
| Nr. | Titel                                | Duur |
| --- | ------------------------------------ | ---- |
| 1.  | Raiders March                        | 5:05 |
| 2.  | Call of the Crystal                  | 3:49 |
| 3.  | The Adventures of Mutt               | 3:12 |
| 4.  | Irina's Theme                        | 2:26 |
| 5.  | The Snake Pit                        | 3:15 |
| 6.  | The Spell of the Skull               | 4:24 |
| 7.  | The Journey to Akator                | 3:07 |
| 8.  | A Whirl Through Academe              | 3:33 |
| 9.  | "Return"                             | 3:11 |
| 10. | The Jungle Chase                     | 4:21 |
| 11. | Orellana's Cradle                    | 4:22 |
| 12. | Grave Robbers                        | 2:28 |
| 13. | Hidden Treasure and the City of Gold | 5:13 |
| 14. | Secret Doors and Scorpions           | 2:17 |
| 15. | Oxley's Dilemma                      | 4:46 |
| 16. | Ants!                                | 4:14 |
| 17. | Temple Ruins and the Secret Revealed | 5:49 |
| 18. | The Departure                        | 2:26 |
| 19. | Finale                               | 9:19 |

## Hitnoteringen

### NPO Klassiek Filmmuziek Top 200
| Als Indiana Jones in de NPO Klassiek Filmmuziek Top 200 | Als Indiana Jones in de NPO Klassiek Filmmuziek Top 200 | Als Indiana Jones in de NPO Klassiek Filmmuziek Top 200 | Als Indiana Jones in de NPO Klassiek Filmmuziek Top 200 | Als Indiana Jones in de NPO Klassiek Filmmuziek Top 200 | Als Indiana Jones in de NPO Klassiek Filmmuziek Top 200 | Als Indiana Jones in de NPO Klassiek Filmmuziek Top 200 | Als Indiana Jones in de NPO Klassiek Filmmuziek Top 200 | Als Indiana Jones in de NPO Klassiek Filmmuziek Top 200 | Als Indiana Jones in de NPO Klassiek Filmmuziek Top 200 |
| Jaar                                                    | 2017                                                    | 2018                                                    | 2019                                                    | 2020                                                    | 2021                                                    | 2022                                                    | 2023                                                    | 2024                                                    | 2025                                                    |
| ------------------------------------------------------- | ------------------------------------------------------- | ------------------------------------------------------- | ------------------------------------------------------- | ------------------------------------------------------- | ------------------------------------------------------- | ------------------------------------------------------- | ------------------------------------------------------- | ------------------------------------------------------- | ------------------------------------------------------- |
| Positie                                                 | 29                                                      | 16                                                      | 10                                                      | 19                                                      | 16                                                      | 15                                                      | 17                                                      | 19                                                      | 19                                                      |